# 2028年7月6日月食
2028年7月6日月食为一次將在协调世界时2028年7月6日出現的月偏食。該次月食半影食分為1.453、全影食分為0.394。偏食維持了71分。

## 概述
這次月食的食分是19.11，偏食維持了71分。

## 基本參數
- 類型：月偏食
- 食甚資料：
  - 日期：2028年7月6日
  - 時間：18:19
  - 月球位置：赤經19.11度、赤緯-23.3度
  - 食分：半影食分：1.453、全影食分：0.394
  - 持續時間：偏食71分

## 外部連結
- NASA月食專頁（页面存档备份，存于）（英文）